# Ida Gotkovsky
Ida Rose Esther Gotkovsky (* 26. August 1933 in Calais, Département Pas-de-Calais) ist eine französische Komponistin und Pianistin.

## Leben
Ida Gotkowsky ist eine Tochter des Violinisten Jacques Gotkovsky und dessen Ehefrau, der Organistin Jeanne Christine Eliasen. Ihre jüngeren Geschwister sind die Violinistin Nell Gotkovsky (1939–1998) und der Pianist Ivar Gotkovsky (* 1948). Zusammen mit ihren Geschwistern wuchs sie in einer musikalischen Umgebung auf.
Nach der Schulzeit in ihrer Heimatstadt begann sie am Conservatoire National Supérieur de Musique et de Danse de Paris bei Nadia Boulanger, Olivier Messiaen und Tony Aubin zu studieren.
Gotkovsky lehrte in Texas, Vereinigte Staaten von Amerika, Komposition. Ihr Ansehen ging schnell über die Grenzen Frankreichs hinaus.
Ihre Kompositionen werden weltweit, insbesondere in den Vereinigten Staaten von Amerika, Japan, Korea, Australien und Russland aufgeführt. Sie erhält Einladungen für Workshops und zum Vorsitz in Jurys für Wettbewerbe. Als ihr musikalisches Credo gilt es, ein Kunstwerk zu schaffen, das universell ist und in einer zeitgenössischen strikten Sprache beiträgt zu einer Einheit des musikalischen Ausdrucks in allen Zeiten.

## Ehrungen
- 1958 Prix Blumenthal[2]
- 1959 Prix Pasdeloup (erster Preis)[3]
- 1961 Prix de Composition Concours International[4]
- 1963 Médaille de la Ville de Paris[5]
- 1966 Grand Prix musical de la Ville de Paris[5]
- 1967 Prix Lili Boulanger[6]
- Golden Rose (USA).

## Werke

### Werke für Orchester
- 1956 Scherzo pour orchestre
- 1957 Symphonie pour cordes et percussions
- 1957 Jeu
- 1958 Escapades
- 1959 Jongleries
- 1960 Funambules
- 1960 Concerto pour trompette
- 1962 Concerto pour trompette et orchestre
- 1966 Concerto pour saxophone
- 1968 Concerto pour clarinette
- 1970 Musique en couleur
- 1970 Concerto pour orchestre symphonique
- 1972 Concerto pour deux violons
- 1972–1973 Variations Concertantes pour basson
- 1973 Poeme symphonique
- 1974 Second concert pour trompette
- 1975 Concerto pour piano
- 1977–1980 Concerto pour Violoncelle
- 1980 Concerto pour grand orchestre et saxophone
- 1982 Concerto lyrique pour clarinette
- 1983 Variations pathetiques (saxophone et orchestre)
- 1984 Concerto pour cor
- 1989 Choral

### Werke für Blasorchester
- 1960 Symphonie pour quatre-vingt instruments a vent
- 1978 Poéme du feu pour orchestre d’harmonie
  1. Maestoso
  2. Prestissimo
- 1978 Concerto pour trombone et orchestre a vent
- 1980 Concerto pour Saxophone et grand orchestre d'harmonie
  1. Allegro con fuoco
  2. Andante
  3. Final
- 1982 Symphonie pour orgue et orchestre d'harmonie
- 1988 Symphonie de printemps – Les Saisons –  pour orchestre d’harmonie
  1. Printemps – Incantatoire
  2. Automne – Poétique
  3. Hiver – Irréel
  4. Eté – Final
- 1988 Danses rituelles
- 1988–1989 Symphonie Brillante
  1. Arioso – Lento
  2. Prestissimo con brio
- 1989 Songe d'une nuit d'hiver (Choeurs & Instruments à vent)
- 1989 Le chant de la Foret pour chœur et orchestre d'harmonie für das Uster-Musik-Festival in der Schweiz
- 1989 Golden Symphonie (15 saxophones)
- 1992 Oratorio Olympique (Choeurs & Orchestre d'harmonie)
- 1992 Couleurs en musique pour orchestre d’harmonie
- 1992 Fanfare
- 1993 Or et lumiere pour orchestre d’harmonie
- 1993 Symphonie a la jeunesse (Transcription pour Orchestre à vent)
- 1994 Concerto pour grand orchestre d'harmonie
  1. lyrique
  2. expressiv
  3. obstiné
- 1994 Concerto lyrique pour clarinette (Transcription)
- 1997 Concerto pour Clarinette (Transcription)

### Bühnenwerke
- 1964 Le Rêve de Makar opéra en huit tableaux
- 1968 Rien ne va plus ballet
- 1972 Le Cirque ballet
- 1989 Le Songe d’une nuit d’hiver opéra

### Werke für Kammermusik
- 1970 Caractères pour violon et piano
- 1970 Éolienne Flute et Harpe (ou piano)
- 1974 Brillance pour saxophone et piano
- 1983 Variations Pathetiques pour saxophone
- 1983 Quatuor de saxophones

### Werke für Akkordeon
- 1956 Dasvidania pour accordéon